# Малави на летних Олимпийских играх 1996
Малави принимала участие в Летних Олимпийских играх 1996 года в Атланте (США) в пятый раз за свою историю, но не завоевала ни одной медали. Делегация Малави состояла из двух спортсменов, участвовавших в соревнованиях по легкой атлетике; Генри Мойо не смог пройти первый забег на дистанции 5000 метров, а Джон Мватива финишировал 65-м в марафоне.

## Подготовка
Олимпийский комитет Малави был признан Международным олимпийским комитетом 1 января 1968 года. Страна впервые присоединилась к олимпийским соревнованиям на летних Олимпийских играх 1972 года, однако затем не участвовала в них до летних Олимпийских игр 1984 года. Малави участвовала в африканском бойкоте из-за участия Новой Зеландии в летних Олимпийских играх 1976 года и присоединилась к возглавляемому Соединёнными Штатами бойкоту Московской Олимпиады 1980 года из-за советского вторжения в Афганистан. Летние Олимпийские игры 1996 года проходили с 19 июля по 4 августа 1996 года; 10 318 спортсменов представляли 194 Международных олимпийских комитета. Делегация, направленная Малави в Атланту, состояла из двух легкоатлетов, Генри Мойо и Джона Мвативы. Марафонец Мватива был выбран знаменосцем на церемонии открытия.

## Лёгкая атлетика
Генри Мойо было 24 года во время Олимпийских игр в Атланте, и это было его единственное олимпийское выступление. 31 июля он участвовал в квалификационном раунде на дистанции 5000 метров, где попал во второй забег. Представитель Малави закончил забег за 14 минут и 30,53 секунды, 13-м и последним в своём забеге, и в следующий раунд не прошёл. Пьедестал заняли другие африканские спортсмены: золотую медаль в итоге завоевал Венусте Нийонгабо из Бурунди, серебряную — Пол Биток из Кении, а бронзовую медаль — Халид Булами из Марокко.
Джону Мвативе на момент этих Олимпийских игр было 29 лет, и он выступал на Олимпийских играх в третий и в последний раз. 4 августа он принял участие в марафоне и закончил дистанцию за 2 часа 24 минуты 45 секунд, что поставило его на 65-е место среди 111 спортсменов, дошедших до финиша. Золотую медаль за 2 часа 12 минут и 36 секунд завоевал Джозайя Тугване из Южной Африки, серебро — южнокорейский бегун Ли Бон Джу, а бронзу — кениец Эрик Вайнайна.
| Спортсмен    | Дисциплина          | Забег         | Забег         | Полуфинал     | Полуфинал     | Финал         | Финал         |
| Спортсмен    | Дисциплина          | Время         | Место         | Время         | Место         | Время         | Место         |
| ------------ | ------------------- | ------------- | ------------- | ------------- | ------------- | ------------- | ------------- |
| Генри Мойо   | бег на 5 000 метров | 14:30.53      | 13            | не участвовал | не участвовал | не участвовал | не участвовал |
| Джон Мватива | марафон             | не участвовал | не участвовал | не участвовал | не участвовал | 2:24:45       | 65            |